# Vibrissea sporogyra
Vibrissea sporogyra är en svampart som först beskrevs av Ingold, och fick sitt nu gällande namn av A. Sánchez 1966. Vibrissea sporogyra ingår i släktet Vibrissea och familjen Vibrisseaceae.   Inga underarter finns listade i Catalogue of Life.